# Arcywieś
Arcywieś (wł. Strapaese) – włoski ruch kulturalny, działający od lat 20. d0 40. XX wieku. Ugrupowanie związane było z ideologią faszystowską, popierało literaturę rodzimą, opartą na wartościach narodowych i przeciwne było wszelkiej awangardzie w sztuce. Zwolennicy ruchu (m.in. Mino Maccari, Leo Longanesi oraz Curzio Malaparte) zgrupowani byli wokół czasopisma „Il Selvaggio” (wł. „dzikus”), działającego w latach 1924–1943.
Za początek ruchu można uznać 1924 rok, kiedy to w mieście Colle di Val d’Elsa powstało pismo „Il Selvaggio”. Trzy lata później (1927) siedziba pisma została przeniesiona do Florencji, a jego redakcję objął Mino Maccari, pracujący nad ideologią Arcywsi.
Pismo od początku tworzone było przede wszystkim przez zwolenników Mussoliniego i faszyzmu. Członkowie Strapaese uważali, że wszelkie ruchy nowatorskie i awangardowe (w tym futuryzm, będący ówcześnie bardzo popularny we Włoszech) stoją w sprzeczności z ideologią faszystowską, ponieważ poprzez kosmopolityzm i manieryzm odwracają się od właściwych dla niej wartości – tradycji i dyscypliny. Utworzona przez Curzio Malaparte nazwa ruchu miała akcentować rodzimość i swojskość tworzonej przez członków grupy literatury oraz jej osadzenie w tradycji, a jednocześnie ukazywać opozycyjność zwolenników Strapaese wobec kręgu Arcymiasta (wł. Stracittá), gloryfikującego w sztuce to, co miejskie, awangardowe i estetyczne. Zwolennicy Strapaese postulowali powrót do sztuki chłopskiej i prostej, atakowali natomiast kulturę intelektualną, oderwaną od rzeczywistości, uznając ją – według słów Maccariego – za spisek „żydowskich bankierów, pederastów i właścicieli burdeli” i upatrując w niej zaprzepaszczenie włoskich tradycji artystycznych.
Z Arcywsią związani byli m.in. Luigi Bartolini, Dino Garrone, Ottone Rosai, Curzio Malaparte, Leo Longanesi, Mino Maccari oraz Romano Bilenchi. W ramach ruchu Strapaese powstały m.in. powieść Vita di Pisto (1931) Romano Bilenchi, La rivolta dei santi maladetti Malapartego oraz liczne teksty publicystyczne, ukazujące się głównie na łamach czasopism.